# D'agricolia

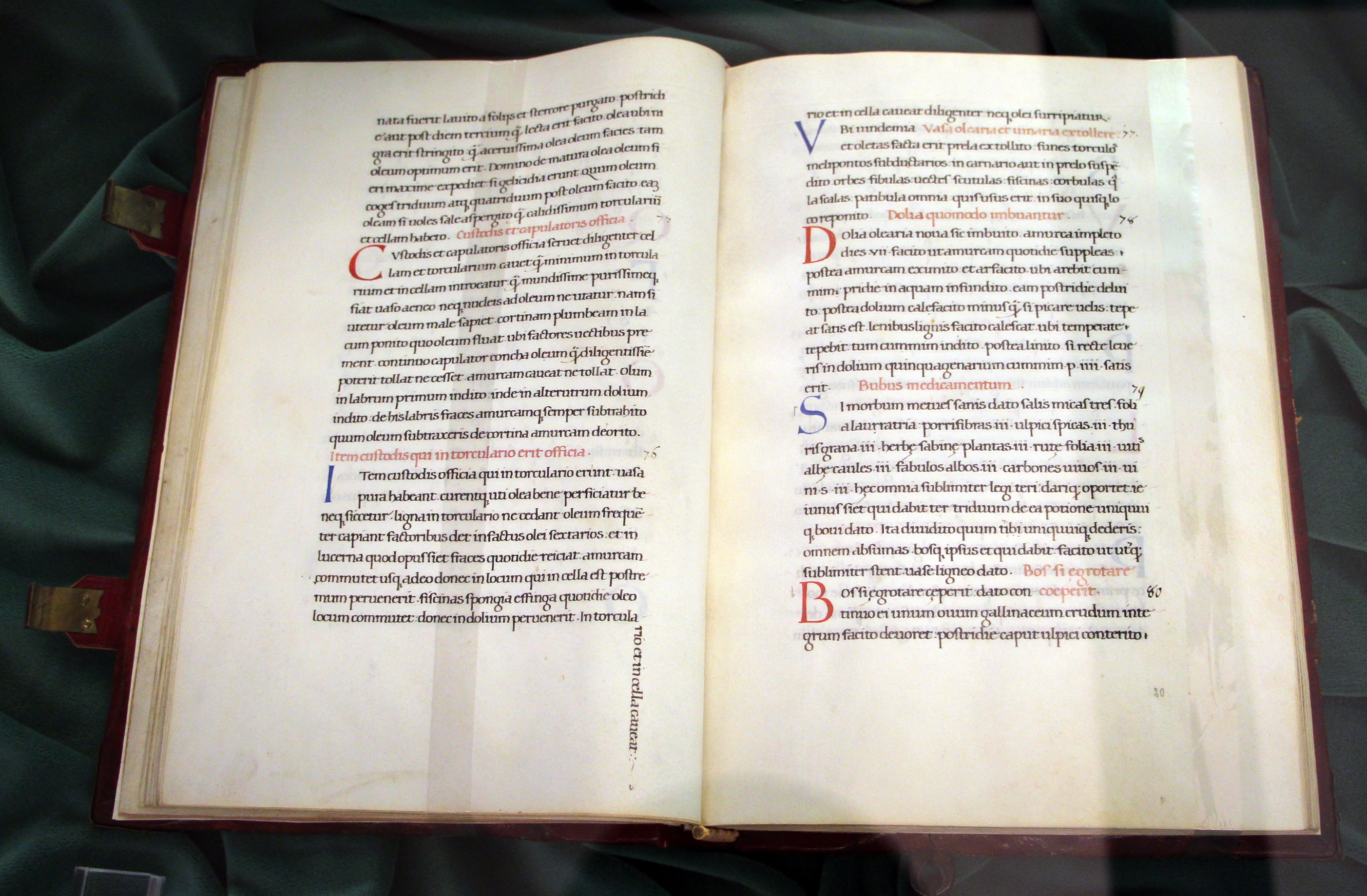
De agri cultura (XV sec., Biblioteca Medicea Laurenziana, pluteo 51.2)

D'agricolia (en llatí: De agri cultura; lit. Sobre el conreu dels camps) és un llibre escrit pel polític i escriptor romà Cató el Vell. És el llibre en prosa escrit en llatí més antic que ha sobreviscut al pas del temps. Segons Alexander Hugh McDonald la composició d'aquest assaig data de la dècada de 160 aC. Cató va ser reverenciat per molts autors posteriors per les seves actituds pràctiques, el seu estoïcisme i per l'estil de la seva prosa. És molt citat per part de Plini el Vell, per exemple en la seva Naturalis Historia. A la Fundació Bernat Metge aquesta obra va aparèixer amb el títol "D'Agricolia" essent traduïda al català per Salvador Galmés i Sanxo.

## Estructura
L'obra comença amb un important praefatio (prefaci) que en clarifica el significat i la ideologia, consta de 162 capítols generalment força breus però de llargada desigual. Al principi Cató reaferma la superioritat de l'agricultura en el pla socia, moral i educatiu però també en el profit econòmic, respecte a les altres activitats que poden proporcionar guanys com el comerç i la usura:
| « | I l'home que lloem, en diem bon agricultor i bon masover; i que s'estimava tan lloat per haver guanyat un gran elogi. Ara, em sento tan valent i diligent en l'obtenció dels que es dediquen al comerç, però, com he dit anteriorment, està subjecte a riscos i desastres. Dels agricultors, en canvi, neixen soldats forts i valerosos, i és el seu guany just i lluny de qualsevol inseguretat no té res d'odi, i els que es dediquen a l'agricultura no se senten atrets pels mals pensaments Cató el Vell, De agri cultura, praefatio. | » |
| — Virum bonum quom laudabant, ita laudabant: bonum agricolam bonumque colonum; amplissime laudari existimabatur qui ita laudabatur. Mercatorem autem strenuum studiosumque rei quaerendae existimo, verum, ut supra dixi, periculosum et calamitosum. At ex agricolis et viri fortissimi et milites strenuissimi gignuntur, maximeque pius quaestus stabilissimusque consequitur minimeque invidiosus, minimeque male cogitantes sunt qui in eo studio occupati sunt. | |   |

## Estil
Aquest text, tan antic, encara està mancat d'una precisa estructura formal i sembla que el text que ha arribat a l'actualitat ha estat subjecte d'un rarranjament posterior que ha alterat més o menys el text original. El seu estil directe ja va ser descrit per autors antics (Aulus Gel·li) com "ple de força i vigorós", en un context de simplicitat extrema. Potser el principal assoliment de De Agri Cultura és la descripció de la vida rural durant la República Romana.

## Contingut
Després del prefaci, l'obre assumeix l'aspecte d'una guia per al pater familias propietari agrícola:a diferència de les obres helenístiques que tenien un pla orgànic, el tractat de Cató està constituït per una sèrie de consells, prescripcions i indicacions juxtaposades sense seguir una estructura formal ben definida. Cató suggereix com disposar les plantacions, il·lustra la tècnica agrícola i explica els procediments de treball amb apunts de rituals i receptes.
La vil·la de Cató és una extensió de terreny de les dimensions d'un latifundi i nopas una explotació familiar dedicada a la subsistència. En aquest latifundis s'hi empren capitals i mà d'obra esclava. A diferència de l'obra posterior De re rustica de Marc Terenci Varró, on aquest representa la villa com un lloc refinat de repòs més que no pas d'hisenda agrícola, Cató es limita a enquadrar-la, sense cap indici poètic, en la lògica del profit econòmic, el valor pedagògic, moral i formatiu de l'activitat agrícola és el del benestar econòmic.

### Receptes de la granja
Hi ha una secció que consisteix en receptes pels productes de la granja. Aquestes inclouen:
- Una imitació del vi en el qual s'afegeix aigua marina al most;
- La primera recepta coneguda del vinum Graecum, el qual s'importava de Grècia a Itàlia.

### Rituals
Hi ha una secció dedicada als rituals dels pagesos. Aquí el llenguatge és molt tradicional i un poc més arcaic que en la resta del text, ha estat estudiat per Calvert Watkins.

## Manuscrits
Tts els manuscrits del tractat de Cató inclouen una còpia de l'assaig de Varró amb el mateix títol. J.G. Schneider i Heinrich Keil mostren que tots els manuscrits existents deriven de d'un llarg manuscrit anomenat Marcianus, el qual havia estat dipositat a la biblioteca de Sant Marc de Florència. El manuscrit més antic és el Codex Parisinus 6842, del segle xii. L'editio princeps es va imprimir a Venècia el 1472.